# 1593 en arts plastiques
| Années des arts plastiques : 1590 - 1591 - 1592 - 1593 - 1594 - 1595 - 1596    |
| Décennies des arts plastiques : 1560 - 1570 - 1580 - 1590 - 1600 - 1610 - 1620 |

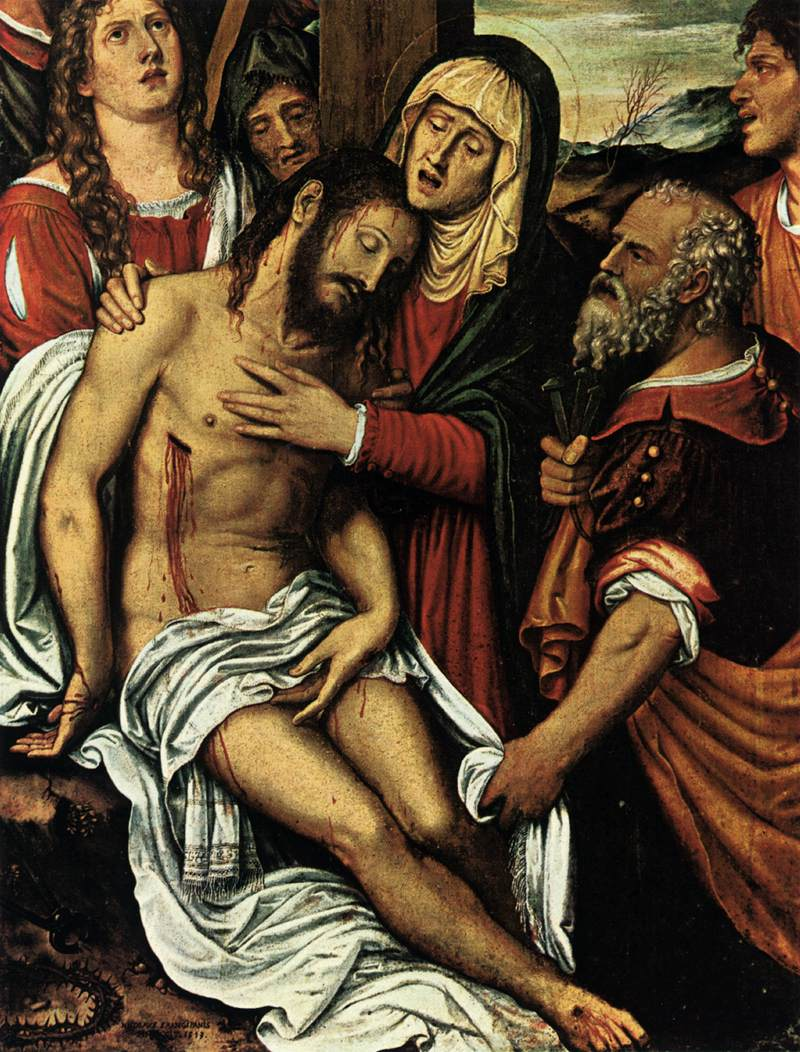
Pietà, toile de Niccolò Frangipane.

Cette page concerne l'année 1593 en arts plastiques.

## Œuvres
- Le Jeune Bacchus malade : tableau du Caravage
- Pietà : tableau de Niccolò Frangipane
- Evangelicae Historiae Imagines : recueil de 153 gravures religieuses réalisées par plusieurs artistes flamands sous la direction de Jérôme Nadal, à Anvers.
- 1593-1594 : La Vie de la Vierge ou « le chef-d'œuvre de Goltzius », série de gravures sur cuivre au burin.

## Naissances
- 13 mars : Georges de La Tour, peintre français († 30 janvier 1652),
- 19 mai :
  - Jacob Jordaens, peintre flamand († 18 octobre 1678),
  - Claude Vignon, peintre français († 10 mai 1670),
- 14 octobre : Cornelis Janssens van Ceulen, peintre et miniaturiste néerlandais († 5 août 1661),
- ? :
  - Giovanni Battista Barbiani, peintre baroque italien († 1650),
  - Louis Le Nain, peintre français († 23 mai 1648),
  - Jan van de Velde le Jeune, peintre, dessinateur et graveur néerlandais († 1er novembre 1641).

## Décès
- 11 juillet : Giuseppe Arcimboldo, peintre italien (° vers 1527),
- 13 juillet : Hasegawa Kyūzo, peintre japonais (° 1568),
- 20 novembre : Hans Bol, peintre de paysages, dessinateur, graveur, enlumineur et cartonnier de tapisseries flamand (° 16 décembre 1534),
- ? :
  - Pomponio Allegri, peintre italien de l'école de Parme (° 3 septembre 1522),
  - Cecilia Brusasorci, peintre italienne de l'école véronaise (° 1549),
  - Xu Wei, dramaturge et peintre chinois (° 1521).